# ふを留実
ふを 留実（ふを るみ、1月11日 - ）は、日本の漫画家。女性。血液型B型。大阪府出身。主に『本当にあった笑える話』誌上において活躍中。 

## 単行本リスト
- ぜんぜんKODOMO（秋田書店、ヤングチャンピオンコミックス、全4巻）
  1. （1995年12月発行、ISBN 4-25-314388-1）
  2. （1996年5月発行、ISBN 4-25-314389-X）
  3. （1996年11月発行、ISBN 4-25-314390-3）
  4. （1997年4月発行、ISBN 4-25-314391-1）
- 本当にあった笑える話 フードル★パラダイス編（ぶんか社、ぶんか社コミックス、2006年11月発行、ISBN 4-82-118376-5）